# Troisième circonscription de la préfecture de Shimane
La troisième circonscription de la préfecture de Shimane (島根県第3区, Shimane-ken dai-san-ku) est une ancienne circonscription législative de la préfecture de Shimane au Japon.

## Description géographique
La troisième circonscription de la préfecture de Shimane comprenait les villes de Hamada, Masuda, Ōda et Gōtsu et les districts de Nima (ja), Ōchi, Naka (ja), Mino (ja) et Kanoashi.

## Députés
| Législature | Début de mandat | Fin de mandat | Député élu         | Parti politique | Parti politique |
| ----------- | --------------- | ------------- | ------------------ | --------------- | --------------- |
| 41e         | 1996            | 2000          | Hisaoki Kamei (ja) |                 | PLD             |
| 42e         | 2000            | 2003          | Hisaoki Kamei (ja) |                 | PLD             |